# Agrifirm

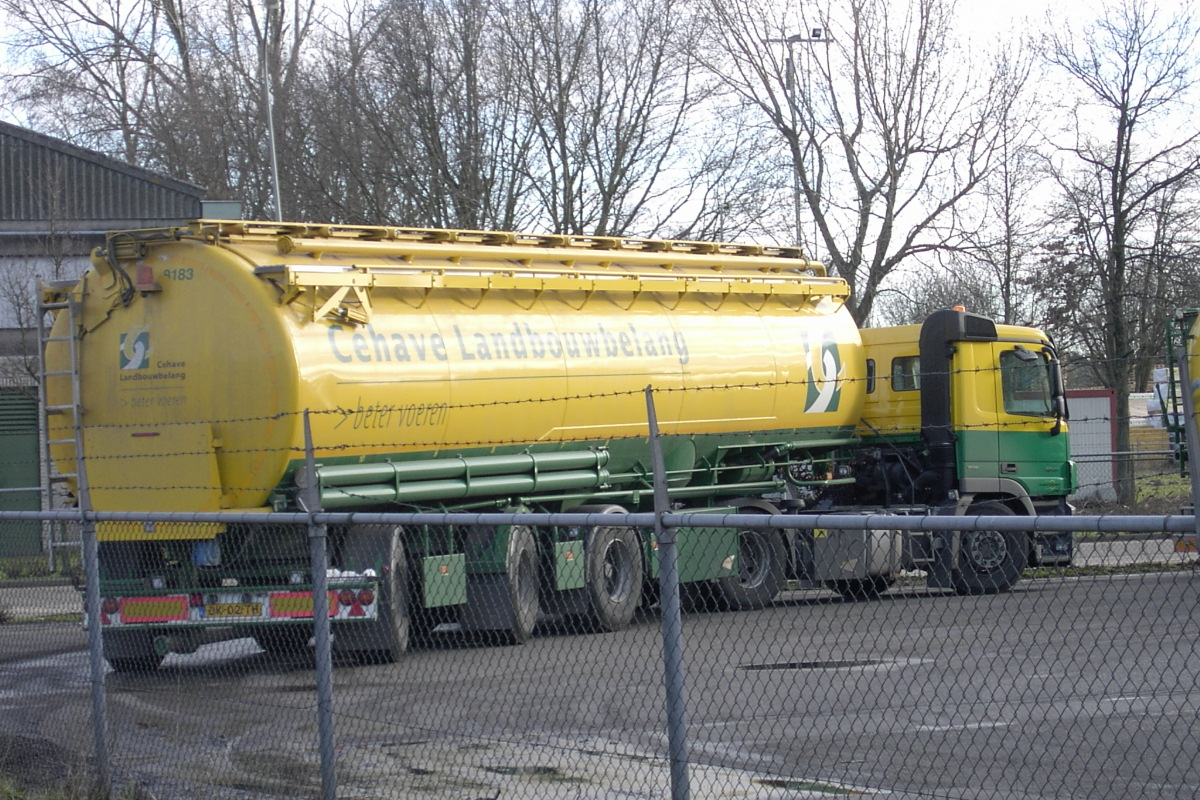
Silo-LKW von Cehave

Die Genossenschaft Agrifirm entstand im Jahr 2010 aus der Fusion von Agrifirm mit Cehave-Landbouwbelang. Beide Unternehmen blicken auf eine über hundertjährige Geschichte zurück. Agrifirm hat 15.000 niederländische Teilhaber aus Land- und Gartenbau und beschäftigt rund 3.100 Mitarbeiter.

## Kernaktivitäten
Agrifirm liefert Düngemittel, Saatgut, Pflanzenschutzmittel sowie andere landwirtschaftliche Produkte. Zudem ist die Genossenschaft Aufkaufgroßhandel für Getreide. Andere Unternehmensteile produzieren Tierfutter für Rindvieh, Geflügel und Schweine. Insgesamt betrug die weltweite Mischfutterproduktion von Agrifirm im Jahr 2011 rund 4 Millionen Tonnen.

## Standorte
Der Hauptsitz von Agrifirm befindet sich in Apeldoorn. Neben diversen, teils spezialisierten Mischfutterwerken in den Niederlanden befinden sich zahlreiche Fabriken im Ausland. So produziert Agrifirm in Belgien, Frankreich, Spanien, Rumänien, Ungarn, Polen, Ukraine und in China.
Agrifirm hat Beteiligungen an rund 60 Gartenmärkten, in denen diverse Heimtier- und Gartenprodukte an Privatleute und Landwirte verkauft werden.

## Geschichte

### Agrifirm bis zum Jahr 2010
1909 wurde die Coöperatieve Landbouwersbank en Handelsvereeniging in Meppel gegründet. Sie organisierte den gemeinschaftlichen Einkauf von Landhandelsprodukten und förderte den Absatz der Agrarprodukte. Später erweiterte man das Geschäft um ein Mischfutterwerk, Getreidesilos sowie Düngerlager. Zudem gründete man eine Bank sowie eine Besamungsstation für Nutzvieh.
Der ursprüngliche Aktionsradius war zunächst rund um Drenthe und umfasste auch Teile von Overijssel. In den 1960er und 1970er Jahren wurde dieses durch viele Fusionen weiter ausgebreitet. In diesem Prozess wurde das Unternehmen in Coöperatieve Landbouwbank Meppel (CLM) umbenannt. In den 1980er Jahren wurde die Bank selbständig unter dem Namen Rabobank Meppel en omstreken. Im Jahr 1990 fusionierten CLM, Aceco (Groningen) und CAF (Leeuwarden) zur Aan- en verkoop Coöperatie Meppel (ACM). Die Fusion im Jahr 2002 zwischen ACM und Cavo Latuco aus Utrecht war der Grundstein für die alte Agrifirm. Somit umfasste das Absatzgebiet rund zwei Drittel der Niederlande. Durch die Fusion mit Cehave Landbouwbelang wurde auch der Süden der Niederlande erschlossen. Im Jahr 2011 ist Agrifirm eine der größten Unternehmen im Bedarfsmarkt von Land- und Gartenbau in den Niederlanden.

### Cehave Landbouwbelang bis zum Jahr 2010
Die Cehave Landbouwbelang (CHV LBB) ist im Jahr 2000 aus der Fusion von Cehave mit dem Landbouwbelang entstanden. Cehave war zuvor in Noord-Brabant aktiv, während Landbouwbelang seine Kunden in Limburg hatte. Der Hauptsitz von CHV LBB war in Veghel.
Zum 1. Januar 2007 wurde der Mischfuttermittelhersteller KOFU in Neuss von Cehave übernommen. Am 1. Juli 2010 kam es zur Fusion von KOFU Tiernahrung Kottmann GmbH Neuss mit Strahmann GmbH Drentwede zur Agrifirm Deutschland GmbH mit Hauptsitz in Neuss und Drentwede und seit 2011 nur noch in Neuss.
Im Jahr 2017 übernahm die deuka das Mischfutterwerk in Neuss. Im Gegenzug liefert Agrifirm Vormischungen und Mineralfutter an deuka. 
Im Jahr 2007 hatte diese Genossenschaft rund 5300 niederländische Genossenschaftsmitglieder. Produktion und Handel mit Nutztierfutter war der Hauptunternehmenszweck. Rund 1500 Mitarbeiter hatte Cehave Landbouwbelang vor der Fusion mit Agrifirm. Das aktuelle Logo ist von der CHV LBB übernommen worden.